# Жарко Јовановић
Жарко Јовановић (Батајница, 26. децембар 1925 — Париз, 26. март 1985) био је ромски музичар који је познат по композицији ромске химне Ђелем, Ђелем.

## Биографија
Током Другог светског рата био је затваран у три логора. Са петнаест година се прикључио Ибарском партизанском одреду Народноослободилачке војске Југославије. У време је рата Јовановић изгубио већину своје породице.
Жарко Јовановић је у са тамбурашом Милошем (презимена се не сећа ) 1949. у Радио Београду написао текст о понижењима које су Роми преживели током Другог светског рата и додао му традиционалну мелодију. Текст описује прогоне, убиства и одвођења у концентрационе логоре односно геноцид над Ромима од стране СС дивизија „Ханџар“ и „Кама“ и Гестапоа у НДХ, што описују тзв. „Црне легије“.
Преселио се у Париз 21. фебруара 1964. године. Био је познат у Паризу по свирању балалајке, традиционалног руског инструмента.
Јовановић је био познат као ромски активиста. Учествовао је на два ромска конгреса, један у 1971. у Лондону и други 1978. у Женеви. На Другом ромском конгресу проглашен је за ромског министра културе.